# Limitless (álbum de Planetshakers)
Limitless (Sin Límites, traducido al español), es un álbum en vivo de Planetshakers. Planetshakers Ministries International y el sello Integrity lanzaron el álbum el 15 de enero de 2013.

## Premios y reconocimientos
La canción "The Anthem", ocupó el puesto número 18 en la lista de las 20 mejores canciones de 2013 de la revista Worship Leader's (Magazine).

## Lista de canciones
| No.             | Título                           | Escritor(es)                             | Duración |
| --------------- | -------------------------------- | ---------------------------------------- | -------- |
| 1.              | "Let Praise Awaken"              | Andy Harrison / Joth Hunt                | 4:07     |
| 2.              | "Put Your Hands Up"              | Joth Hunt                                | 3:33     |
| 3.              | "Limitless"                      | Joth Hunt                                | 3:30     |
| 4.              | "Your Name Brings Healing to Me" | B.J. Pridham                             | 5:56     |
| 5.              | "Great Is Your Love"             | Joth Hunt / B.J. Pridham                 | 9:22     |
| 6.              | "This One Thing"                 | Sam Evans / Joth Hunt                    | 6:21     |
| 7.              | "The Anthem (Full Song)"         | Joth Hunt / Henry Seeley / Liz Webber    | 7:42     |
| 8.              | "This Is the Day"                | Andy Harrison / Joth Hunt / B.J. Pridham | 4:40     |
| 9.              | "I'm Gonna Praise"               | Andy Harrison / Joth Hunt                | 4:33     |
| 10.             | "O My Heart Sings"               | B.J. Pridham                             | 9:27     |
| 11.             | "Rain"                           | Matt Garner / BJ Pridham                 | 9:15     |
| 12.             | "You Are Stronger"               | Joth Hunt                                | 6:31     |
| 13.             | "Rise Up"                        | Joth Hunt / B.J. Pridham                 | 4:12     |
| Total duración: | Total duración:                  | Total duración:                          | 79:09    |

## Músicos
- Andy Harrison -Tambores

## Posición en listas
| Lista (2013)                       | Máxima posición |
| ---------------------------------- | --------------- |
| Heatseekers Albums (Billboard)     | 8               |
| Christian Albums (Billboard)       | 17              |
| Christian Albums Sales (Billboard) | 17              |